# Qatar ExxonMobil Open 2010 - Qualificazioni singolare
Le qualificazioni del singolare del Qatar ExxonMobil Open 2010 sono state un torneo di tennis preliminare per accedere alla fase finale della manifestazione. I vincitori dell'ultimo turno sono entrati di diritto nel tabellone principale. In caso di ritiro di uno o più giocatori aventi diritto a questi sono subentrati i lucky loser, ossia i giocatori che hanno perso nell'ultimo turno ma che avevano una classifica più alta rispetto agli altri partecipanti che avevano comunque perso nel turno finale.
Le qualificazioni del Qatar ExxonMobil Open 2010 prevedevano 32 partecipanti di cui 4 accedevano al tabellone principale.

## Teste di serie
1. Benjamin Becker (qualificato)
2. Karol Beck (ultimo turno)
3. Steve Darcis (qualificato)
4. Michail Kukuškin (qualificato)

1. Stefan Koubek (ultimo turno)
2. Laurent Recouderc (secondo turno)
3. Thierry Ascione (primo turno)
4. Albert Ramos Viñolas (secondo turno)

## Qualificati
1. Benjamin Becker
2. Ryler Deheart

1. Steve Darcis
2. Michail Kukuškin

## Tabellone

### Legenda
| - Q = Qualificato - WC = Wild card - LL = Lucky loser | - ALT = Alternate - SE = Special Exempt - PR = Protected Ranking | - w/o = Walkover - r = Ritirato - d = Squalificato |

### Sezione 1
|  | Primo turno       | Primo turno        | Primo turno       | Primo turno | Primo turno |  |  | Secondo turno     | Secondo turno     | Secondo turno  | Secondo turno  | Secondo turno  |   |   | Terzo turno     | Terzo turno     | Terzo turno     | Terzo turno | Terzo turno |  |
|  |                   |                    |                   |             |             |  |  |                   |                   |                |                |                |   |   |                 |                 |                 |             |             |  |
|  | 1                 | Benjamin Becker    | 6                 | 4           | 6           |  |  |                   |                   |                |                |                |   |   |                 |                 |                 |             |             |  |
|  |                   | Izak Van Der Merwe | 2                 | 6           | 2           |  |  | Benjamin Becker   | Benjamin Becker   | 4              | 7              | 6              |   |   |                 |                 |                 |             |             |  |
|  | Michał Przysiężny | Michał Przysiężny  | Michał Przysiężny | 6           | 6           |  |  | Michał Przysiężny | Michał Przysiężny | 6              | 62             | 4              |   |   |                 |                 |                 |             |             |  |
|  | Hamad Al Mulla    | Hamad Al Mulla     | Hamad Al Mulla    | 0           | 1           |  |  |                   |                   |                |                |                |   |   | Benjamin Becker | Benjamin Becker | Benjamin Becker | 7           | 6           |  |
|  | Martin Fischer    | Martin Fischer     | Martin Fischer    | 6           | 7           |  |  |                   |                   | Martin Fischer | Martin Fischer | Martin Fischer | 6 | 4 |                 |                 |                 |             |             |  |
|  | Ivo Klec          | Ivo Klec           | Ivo Klec          | 4           | 5           |  |  | Martin Fischer    | Martin Fischer    | Martin Fischer | 7              | 7              |   |   |                 |                 |                 |             |             |  |
|  |                   | Serhij Bubka       | Serhij Bubka      | 7           | 7           |  |  | Serhij Bubka      | Serhij Bubka      | Serhij Bubka   | 5              | 5              |   |   |                 |                 |                 |             |             |  |
|  | 7                 | Thierry Ascione    | Thierry Ascione   | 65          | 65          |  |  |                   |                   |                |                |                |   |   |                 |                 |                 |             |             |  |

### Sezione 2
|  | Primo turno       | Primo turno       | Primo turno       | Primo turno | Primo turno |  |  | Secondo turno     | Secondo turno     | Secondo turno | Secondo turno | Secondo turno |   |   | Terzo turno | Terzo turno | Terzo turno | Terzo turno | Terzo turno |  |
|  |                   |                   |                   |             |             |  |  |                   |                   |               |               |               |   |   |             |             |             |             |             |  |
|  | 2                 | Karol Beck        | Karol Beck        | 6           | 6           |  |  |                   |                   |               |               |               |   |   |             |             |             |             |             |  |
|  |                   | Henri Kontinen    | Henri Kontinen    | 1           | 2           |  |  | Karol Beck        | Karol Beck        | Karol Beck    | Karol Beck    | w/o           |   |   |             |             |             |             |             |  |
|  | Marc López        | Marc López        | Marc López        | 6           | 6           |  |  | Marc López        | Marc López        | Marc López    | Marc López    |               |   |   |             |             |             |             |             |  |
|  | Mohammad Ghareeb  | Mohammad Ghareeb  | Mohammad Ghareeb  | 2           | 1           |  |  |                   |                   |               |               |               |   |   | Karol Beck  | Karol Beck  | Karol Beck  | 4           | 3           |  |
|  | Ryler Deheart     | Ryler Deheart     | 7                 | 62          | 6           |  |  |                   |                   | Ryler Deheart | Ryler Deheart | Ryler Deheart | 6 | 6 |             |             |             |             |             |  |
|  | Federico Delbonis | Federico Delbonis | 62                | 7           | 3           |  |  | Ryler Deheart     | Ryler Deheart     | 5             | 6             | 6             |   |   |             |             |             |             |             |  |
|  | 6                 | Laurent Recouderc | Laurent Recouderc | 6           | 6           |  |  | Laurent Recouderc | Laurent Recouderc | 7             | 3             | 4             |   |   |             |             |             |             |             |  |
|  |                   | Amir El Bayoumy   | Amir El Bayoumy   | 1           | 0           |  |  |                   |                   |               |               |               |   |   |             |             |             |             |             |  |

### Sezione 3
|  | Primo turno  | Primo turno          | Primo turno  | Primo turno | Primo turno |  |  | Secondo turno        | Secondo turno        | Secondo turno        | Secondo turno | Secondo turno |   |    | Terzo turno  | Terzo turno  | Terzo turno | Terzo turno | Terzo turno |  |
|  |              |                      |              |             |             |  |  |                      |                      |                      |               |               |   |    |              |              |             |             |             |  |
|  | 3            | Steve Darcis         | Steve Darcis | 7           | 6           |  |  |                      |                      |                      |               |               |   |    |              |              |             |             |             |  |
|  |              | Ivan Dodig           | Ivan Dodig   | 63          | 3           |  |  | Steve Darcis         | Steve Darcis         | Steve Darcis         | 6             | 6             |   |    |              |              |             |             |             |  |
|  | Daniel Evans | Daniel Evans         | 4            | 7           | 7           |  |  | Daniel Evans         | Daniel Evans         | Daniel Evans         | 3             | 3             |   |    |              |              |             |             |             |  |
|  | Ivan Serheev | Ivan Serheev         | 6            | 64          | 5           |  |  |                      |                      |                      |               |               |   |    | Steve Darcis | Steve Darcis | 1           | 6           | 7           |  |
|  | Conor Niland | Conor Niland         | Conor Niland | 7           | 7           |  |  |                      |                      | Conor Niland         | Conor Niland  | 6             | 1 | 64 |              |              |             |             |             |  |
|  | Dick Norman  | Dick Norman          | Dick Norman  | 62          | 64          |  |  | Conor Niland         | Conor Niland         | Conor Niland         | 6             | 6             |   |    |              |              |             |             |             |  |
|  | 8            | Albert Ramos Viñolas | 6            | 3           | 6           |  |  | Albert Ramos Viñolas | Albert Ramos Viñolas | Albert Ramos Viñolas | 3             | 2             |   |    |              |              |             |             |             |  |
|  |              | Antonio Veić         | 1            | 6           | 2           |  |  |                      |                      |                      |               |               |   |    |              |              |             |             |             |  |

### Sezione 4
|  | Primo turno     | Primo turno      | Primo turno      | Primo turno | Primo turno |  |  | Secondo turno    | Secondo turno    | Secondo turno    | Secondo turno | Secondo turno |   |   | Terzo turno      | Terzo turno      | Terzo turno      | Terzo turno | Terzo turno |  |
|  |                 |                  |                  |             |             |  |  |                  |                  |                  |               |               |   |   |                  |                  |                  |             |             |  |
|  | 4               | Michail Kukuškin | Michail Kukuškin | 7           | 6           |  |  |                  |                  |                  |               |               |   |   |                  |                  |                  |             |             |  |
|  |                 | Reda El Amrani   | Reda El Amrani   | 65          | 4           |  |  | Michail Kukuškin | Michail Kukuškin | Michail Kukuškin | 6             | 6             |   |   |                  |                  |                  |             |             |  |
|  | Goran Tošić     | Goran Tošić      | Goran Tošić      | 6           | 6           |  |  | Goran Tošić      | Goran Tošić      | Goran Tošić      | 4             | 1             |   |   |                  |                  |                  |             |             |  |
|  | Abdullah Maqdas | Abdullah Maqdas  | Abdullah Maqdas  | 4           | 2           |  |  |                  |                  |                  |               |               |   |   | Michail Kukuškin | Michail Kukuškin | Michail Kukuškin | 6           | 6           |  |
|  | Philipp Oswald  | Philipp Oswald   | Philipp Oswald   | 7           | 6           |  |  |                  |                  | Stefan Koubek    | Stefan Koubek | Stefan Koubek | 2 | 4 |                  |                  |                  |             |             |  |
|  | Malek Jaziri    | Malek Jaziri     | Malek Jaziri     | 65          | 4           |  |  | Philipp Oswald   | Philipp Oswald   | Philipp Oswald   | 3             | 4             |   |   |                  |                  |                  |             |             |  |
|  | 5               | Stefan Koubek    | Stefan Koubek    | 7           | 6           |  |  | Stefan Koubek    | Stefan Koubek    | Stefan Koubek    | 6             | 6             |   |   |                  |                  |                  |             |             |  |
|  |                 | Michael Lammer   | Michael Lammer   | 6(1)        | 2           |  |  |                  |                  |                  |               |               |   |   |                  |                  |                  |             |             |  |